# Koung-Khi
Koung-Khi är ett departement i Kamerun.   Det ligger i regionen Västra regionen, i den västra delen av landet, 200 km nordväst om huvudstaden Yaoundé. Antalet invånare är 121 794.